# Kirsten Dunst
Kirsten Caroline Dunst (/ˈkɪərstən/; sinh ngày 30 tháng 4 năm 1982) là một nữ diễn viên người Mỹ. Cô đã nhận được nhiều giải thưởng khác nhau , bao gồm Giải thưởng Liên hoan phim Cannes cho Nữ diễn viên chính xuất sắc nhất, cùng với các đề cử cho Giải Oscar, Giải Primetime Emmy và bốn Giải Quả cầu vàng. Cô xuất hiện lần đầu trong bộ phim ngắn Oedipus Wrecks của đạo diễn Woody Allen trong bộ phim tuyển tập New York Stories (1989). Sau đó, cô đã được công nhận với vai diễn nữ ma cà rồng nhí Claudiatrong bộ phim kinh dị Interview with the Vampire (1994), mang về cho cô đề cử Quả cầu vàng cho Nữ diễn viên phụ xuất sắc nhất . Cô cũng có các vai diễn thời trẻ trong Little Women (1994) và các bộ phim giả tưởng Jumanji (1995) và Small Soldiers (1998).
Vào cuối những năm 1990, Dunst chuyển sang đóng vai chính trong một số phim tuổi teen , bao gồm phim châm biếm chính trị Dick (1999) và bộ phim truyền hình The Virgin Suicides (1999) của Sofia Coppola. Năm 2000, cô tham gia vai chính trong bộ phim cổ động Mang It On, bộ phim đã trở thành tác phẩm kinh điển đình đám. Cô đã được chú ý rộng rãi hơn nữa với vai diễn Mary Jane Watson trong phim Spider-Man của Sam Raimi (2002) và các phần tiếp theo Spider-Man 2 (2004) và Spider-Man 3 (2007). Sự nghiệp của cô thăng tiến với một vai phụ trong Eternal Sunshine of the Spotless Mind (2004), sau đó là vai chính trong Elizabethtown trong phim bi kịch của Cameron Crowe (2005), và là nhân vật chính trong Coppola's Marie Antoinette (2006).
Năm 2011, Dunst đóng vai một cô dâu mới cưới bị trầm cảm trong bộ phim khoa học viễn tưởng Melancholia của Lars von Trier, bộ phim đã mang về cho cô giải Nữ diễn viên chính xuất sắc nhất của Liên hoan phim Cannes. Năm 2015, cô đóng vai Peggy Blumquist trong mùa thứ hai của loạt phim FX Fargo, mang về cho Dunst một đề cử Giải Primetime Emmy. Sau đó, cô có một vai phụ trong bộ phim Hidden Figures (2016) và vai chính trong The Beguiled (2017), và loạt phim hài đen On Becoming a God in Central Florida (2019), mà cô đã nhận được đề cử Quả cầu vàng lần thứ ba. Cô đã nhận được đề cử cho Quả cầu vàng lần thứ tư và lần đầu tiên Đề cử giải Oscar cho diễn xuất của cô trong bộ phim tâm lý The Power of the Dog (2021).

## Tuổi thơ
Kirsten Dunst sinh ra tại Point Pleasant, New Jersey và còn có một em trai sinh năm 1986. Cha cô Klaus Dunst, là một nhân viên y tế người Đức. Mẹ cô Inez Rupprecht, người Thụy Điển, là một nghệ sĩ tự do làm việc tại một phòng tranh nhỏ. Tháng 9 năm 2011, cô được cấp quốc tịch Đức và quyết định giữ song song 2 quốc tịch Mỹ-Đức.
Tới năm lên sáu, gia đình chuyển tới Brick Township, New Jersey, tại đây cô theo học trường Ranney School. Năm 1991, Kirsten tới Los Angeles, California và học tại Laurel Hall Day School. Năm 1995, cha mẹ cô li dị. Cô và em trai Christian sống với mẹ. Những năm tiếp theo cô theo học tại trường công giáo Notre Dame High School tại California. Trong thời gian sau đó, cô tham gia vào một vài bộ phim Little Women (1994), Jumanji (1995) và Small Soldiers (1998). Tuy nhiên, Kirsten cũng từng bỏ đi vài lời mời, ví dụ như Now and Then (1995).
Sau khi tốt nghiệp trung học, Kirsten tiếp tục sự nghiệp diễn xuất mà cô bắt đầu từ năm lên tám tuổi.

## Sự nghiệp diễn xuất

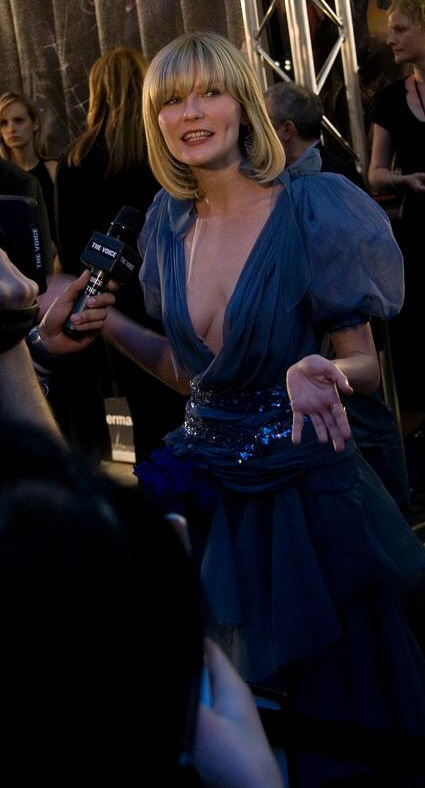
Kirsten Dunst tại lễ ra mắt Spider-Man 3 tại Thụy Điển

Để giành được vai diễn trong Interview with the Vampire: The Vampire Chronicles và Little Women, Kirsten đã đánh bại được một diễn viên nhí nổi tiếng lúc đó, Christina Ricci trong vòng tuyển chọn. Tuy nhiên, cô từ chối vai Angela trong American Beauty (1999) vì mẹ cô cho rằng cô còn nhỏ để tham gia vai diễn đó. Cô tham gia một vài bộ phim giải trí quy mô nhỏ khác, Virgin Suicides (1999) và American Girls (2000). Trước đó, cô được mời tham gia bộ phim kinh dị Final Destination (2000) song cô đã từ chối.
Cô xuất hiện trong bộ phim Dick (1999) bên cạnh Michelle Williams nói về vụ Watergate của tổng thống Mỹ Richard Nixon.
Bước ngoặt sự nghiệp đến với Dunst khi năm 2002, cô được nhận vai Mary Jane Watson trong bộ phim Spider-Man. Vai diễn này giúp Kirsten trở nên nổi tiếng, không chỉ với giới teen mà còn với nhiều tầng lớp xem điện ảnh khác. Lần thứ 2 cô được tạp chí People bầu chọn vào danh sách 50 người đẹp nhất (1995, 2002) và trong danh sách Các ngôi sao dưới tuổi 25. Sau thành công của bộ phim, Kirsten tham gia tiếp tục vào phần 2 (2004) và phần 3 (2007). Xen kẽ giữa các bộ phim đó là các dự án đình đám khác, kể đến như Eternal Sunshine of the Spotless Mind (2004), Elizabethtown (2005), và Marie Antoinette (2006).
Năm 2003, Kirsten tham gia vào một bộ phim của Mike Newell, Mona Lisa Smile, với sự tham gia của Julia Roberts và Maggie Gyllenhaal. Bộ phim giành được doanh thu khổng lồ 72 triệu $ và giúp Kirsten được biết đến hơn trước đó rất nhiều. Vai diễn phức tạp, từ vẻ bề ngoài cho tới nội tâm nhân vật, mà cô thể hiện (Betty Warren) nhận được khá nhiều phản hồi tích cực từ khán giả cũng như các nhà phê bình.
Năm 2008, cô xuất hiện trong How to Lose Friends and Alienate People của đạo diễn Simon Pegg. Năm 2010, cô được đóng cặp cùng nam diễn viên Ryan Gosling trong bộ phim All Good Things trong một vai diễn khá trưởng thành - một người phụ nữ đã lập gia đình với những quan hệ khá chồng chéo.
Năm 2011, sau khi Penelope Cruz phải tham gia Pirates of the Caribbean: On Stranger Tides, Dunst được đạo diễn Lars Von-Trier mời tham gia bộ phim Melancholia. Đó cũng là lần đầu tiên Kirsten thực hiện một cảnh nude trên màn ảnh. Bộ phim giúp cô giành được giải thưởng danh giá đầu tiên, giải Cành cọ vàng và một đề cử vô cùng quý giá cho Nữ diễn viên chính xuất sắc nhất tại Quả cầu vàng 2011.
Hiện Kirsten đang tham gia một vài dự án phim, trong đó có Upside Down với sự tham gia của Jim Sturgess và On the Road (2012).

## Hoạt động ngoài

### Chính trị

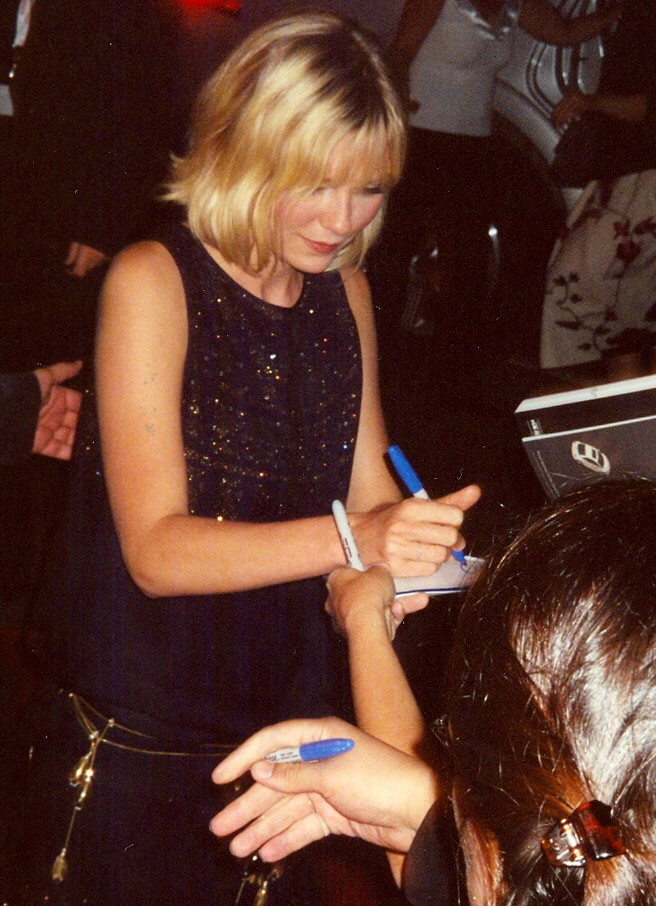
Kirsten Dunst tại buổi công chiếu Elizabethtown tại Liên hoan phim Toronto 2005

Kirsten là một người ủng hộ mạnh mẽ Đảng Dân chủ. Cô tích cực tham gia vào quá trình tranh cử của thượng nghị sĩ John Kerry năm 2004 và Barack Obama năm 2008. Cô từng nói là cô đã "ủng hộ Obama ngay từ những lúc đầu tiên".

### Thu nhập
Kirsten là một trong những diễn viên hạng A tại Hollywood. Theo vài nguồn tin không chính thức, thu nhập từ các vai diễn của Kirsten là vô cùng lớn, ước tính khoảng vài chục triệu $. Riêng 3 phần của bộ phim Spider-Man, Dunst đã có ít nhất 13 triệu $. Với Marie Antoinette và Elizabethtown, cô đã có thêm mỗi bộ phim 8 triệu $. Wimbledon cũng giúp cô kiếm được 5 triệu $.
Ngoài ra, Kirsten Dunst còn là người mẫu cho nhiều hãng thời trang và vài tạp chí nổi tiếng như Vogue, Vanity Fair,...
Từ năm 2011, cô là đại diện cho thương hiệu "Mon Jasmin Noir" của hãng trang sức và nước hoa danh tiếng Bvlgari.

### Hoạt động xã hội
Nổi tiếng từ nhỏ và sớm trở thành ngôi sao tại Hollywood, Kirsten là một diễn viên khá tích cực trong các hoạt động xã hội. Cô là thành viên của quỹ Elizabeth Glaser Pediatric AIDS Foundation và Stand Up to Cancer để tham gia tuyên truyền các biện pháp phòng chống AIDS và ung thư. Cô cũng tham gia vào chương trình Teletón của México nhằm quyên góp chống trẻ em vô gia cư và các bệnh ung thư.

## Đời tư

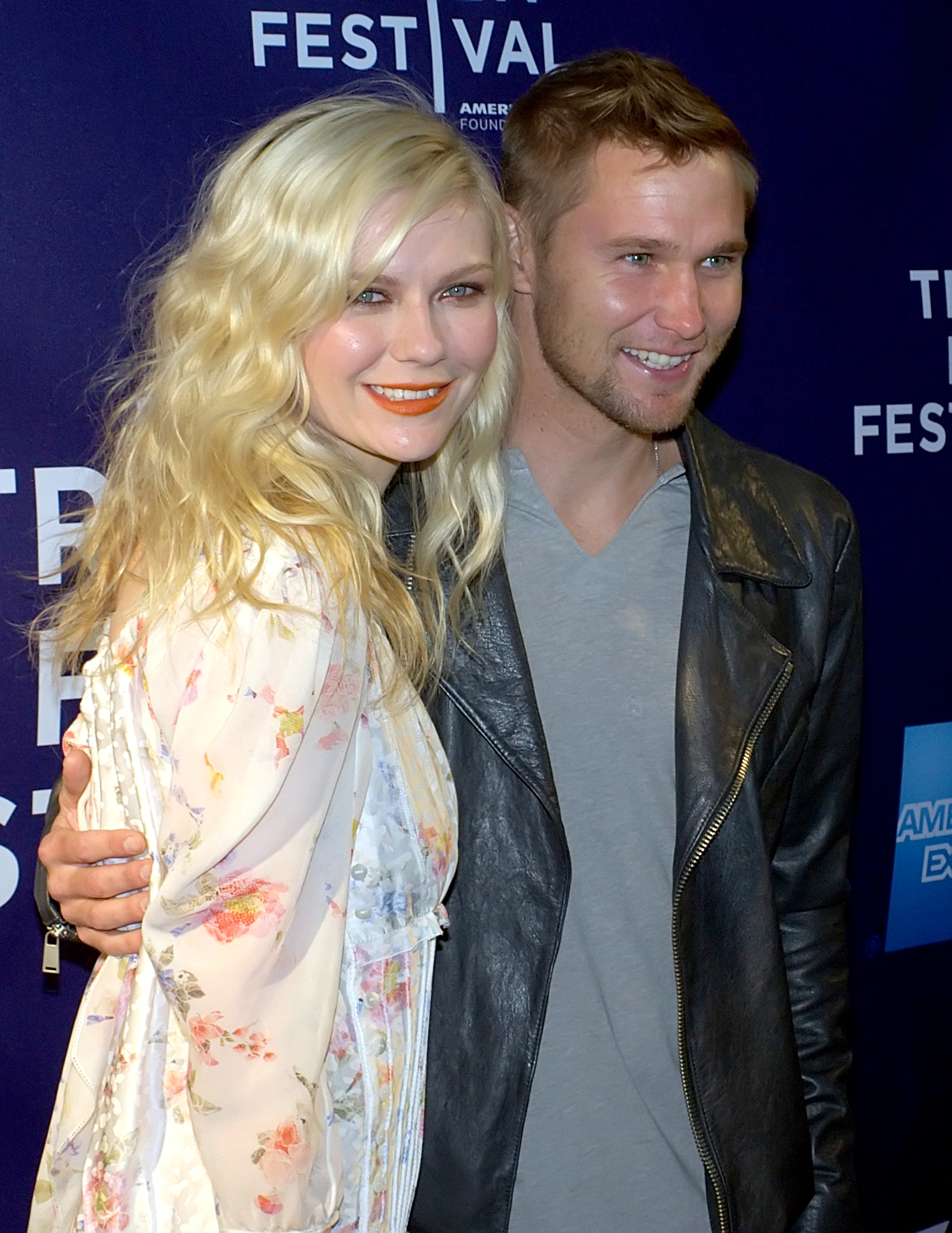
Kirsten Dunst và Brian Geraghty trong buổi công chiếu phim Bastard tại Liên hoan phim Tribeca năm 2010

Kirsten là một diễn viên khá kín tiếng trước báo giới và cũng không mấy tai tiếng. Trước Melancholia, Kirsten thậm chí còn chưa từng có cảnh khoe thân nào trên màn ảnh - điều mà khá nhiều diễn viên khác làm nhằm sớm tạo được sự chú ý.
Kirsten nói về nụ hôn đầu tiên của cô trên màn ảnh, trong bộ phim Interview with the Vampire: The Vampire Chronicles với Brad Pitt và Tom Cruise: "Nó thật kinh khủng, và tôi ghét nó. Tôi coi Brad và Tom là những người anh trai, và việc đó cũng như là việc bạn hôn anh trai bạn vậy, thật kinh hãi". Đó là một trong những cảnh quay khá nổi tiếng và gây ấn tượng mạnh với khán giả: năm đó Kirsten mới 11, trong khi Tom đã 29 còn Brad cũng đã 22.
Năm 1995, ở tuổi 13, Kirsten Dunst đã được tạp chí People bình chọn trong danh sách 50 người đẹp nhất thế giới. Cô cũng được People đưa vào danh sách này vào các năm 2002, 2004, 2005, 2007 và 2009. Ngoài ra cô cũng góp mặt trong danh sách những ngôi sao cuốn hút nhất của nhiều tờ báo uy tín khác.
Dunst từng có thời gian hẹn hò với Jake Gyllenhaal (tháng 12 năm 2002 tới tháng 6 năm 2004). Sau đó, có tin đồn cô có mối quan hệ với tay guitar Johnny Borrell của ban nhạc Razorlight. Tới nay, Kirsten chưa từng kết hôn và vẫn đang độc thân.
Kirsten từng có một giai đoạn dài trầm cảm và căng thẳng và phải điều trị tâm lý tại bệnh viện Cirque Lodge ở Utah, Mỹ vào năm 2008. Tháng 3 năm đó, cô đồng ý nhận vai diễn trong All Good Things, trong lời quả quyết rằng cô "đã có thể hiểu rõ hơn về mọi cảm xúc của một người phụ nữ". Ngày 26 tháng 5, Kirsten Dunst đã tâm sự với trang E! Online rằng: "Tôi phải đấu tranh với chứng trầm cảm và tôi cần dưỡng sức khỏe, chăm sóc bản thân tại một nơi nào đó. Rất may là tôi đã tìm đúng nơi điều trị, gia đình và bạn bè tôi đều rất hài lòng với quyết định đó của tôi".

## Danh sách phim

### Điện ảnh
| Năm  | Phim                                                          | Vai diễn                              | Ghi chú |
| ---- | ------------------------------------------------------------- | ------------------------------------- | --- |
| 1989 | New York Stories                                              | Con gái của Lisa                      | |
| 1990 | The Bonfire of the Vanities                                   | Campbell McCoy                        | |
| 1991 | High Strung                                                   | Cô gái trẻ                            | |
| 1993 | Darkness Before Dawn                                          | Sandra Guard                          | |
| 1994 | Greedy                                                        | Jolene                                | |
| 1994 | Interview with the Vampire                                    | Claudia                               | Boston Society of Film Critics Award for Best Supporting Actress Chicago Film Critics Association Award for Most Promising Actress MTV Movie Award for Best Breakthrough Performance Đề cử – Chicago Film Critics Association Award for Best Supporting Actress Đề cử – Golden Globe Award for Best Supporting Actress – Motion Picture Đề cử – Chlotrudis Award for Best Supporting Actress |
| 1994 | Little Women                                                  | Amy March nhỏ                         | Boston Society of Film Critics Award for Best Supporting Actress Đề cử – Chlotrudis Award for Best Supporting Actress |
| 1995 | Jumanji                                                       | Judy Shepherd                         | Đề cử –Saturn Award for Best Performance by a Younger Actor |
| 1996 | The Siege at Ruby Ridge (aka Ruby Ridge: An American Tragedy) | Sara Weaver                           | YoungStar Awards 1997: Best Performance by a Young Actress in a Made For TV Movie |
| 1996 | Mother Night                                                  | Young Resi Noth                       | |
| 1997 | Tower of Terror                                               | Anna Petterson                        | |
| 1997 | Anastasia                                                     | Young Anastasia                       | Lồng tiếng |
| 1997 | Wag the Dog                                                   | Tracy Limes                           | |
| 1997 | True Heart                                                    | Bonnie                                | |
| 1998 | Kiki's Delivery Service                                       | Kiki                                  | Lồng tiếng cho phiên bản tiếng Anh |
| 1998 | Small Soldiers                                                | Christy Fimple                        | |
| 1998 | The Hairy Bird                                                | Verena von Stefan                     | |
| 1998 | The Animated Adventures of Tom Sawyer                         | Becky Thatcher                        | Lồng tiếng |
| 1999 | The Virgin Suicides                                           | Lux Lisbon                            | Đề cử – Teen Choice Award for Film – Choice Actress |
| 1999 | Drop Dead Gorgeous                                            | Amber Atkins                          | |
| 1999 | Dick                                                          | Betsy Jobs                            | |
| 2000 | Lover's Prayer                                                | Zinaida                               | |
| 2000 | The Crow: Salvation                                           | Erin Randall                          | |
| 2000 | Luckytown                                                     | Lidda Doyles                          | |
| 2000 | Bring It On                                                   | Torrance Shipman                      | |
| 2000 | Deeply                                                        | Silly                                 | |
| 2001 | Get Over It                                                   | Kelly Woods/Helena                    | Đề cử – Teen Choice Award for Film—Choice Chemistry |
| 2001 | Crazy/Beautiful                                               | Nicole Oakley                         | |
| 2001 | TheCat's Meow                                                 | Marion Davies                         | Mar del Plata Film Festival for Best Actress |
| 2002 | Spider-Man                                                    | Mary Jane Watson                      | Empire Movie Award for Best Actress MTV Movie Award for Best Female Performance MTV Movie Award for Best Kiss Teen Choice Award for Film – Choice Lip Lock Đề cử – Teen Choice Award for Film—Choice Chemistry Đề cử – Teen Choice Award for Film—Choice Actress, Drama/Action Adventure |
| 2003 | Levity                                                        | Sofia Mellinger                       | |
| 2003 | Kaena: The Prophecy                                           | Kaena                                 | Lồng tiếng |
| 2003 | Mona Lisa Smile                                               | Betty Warren                          | Đề cử – Teen Choice Award for Choice Movie Sleazebag |
| 2004 | Eternal Sunshine of the Spotless Mind                         | Mary Svevo                            | Washington D.C. Area Film Critics Association Award for Best Ensemble |
| 2004 | Spider-Man 2                                                  | Mary Jane Watson                      | Empire Movie Award for Best Actress Đề cử – People's Choice Award for Favorite On-Screen Chemistry |
| 2004 | Wimbledon                                                     | Lizzie Bradbury                       | |
| 2005 | Elizabethtown                                                 | Claire Colburn                        | |
| 2006 | Marie Antoinette                                              | Marie Antoinette/Maria Antonia của Áo | ShoWest Award for Female Star of the Year |
| 2007 | Spider-Man 3                                                  | Mary Jane Watson                      | Đề cử – People's Choice Award for Favorite On Screen Match-up Đề cử – Teen Choice Award for Choice Movie: Liplock Đề cử – Teen Choice Award for Choice Movie Actress: Action Adventure Đề cử – National Movie Award for Best Performance by a Female |
| 2008 | How to Lose Friends and Alienate People                       | Alison Olsen                          | |
| 2010 | The Second Bakery Attack                                      | Nat                                   | Phim ngắn |
| 2010 | All Good Things                                               | Katie Marks                           | |
| 2011 | Fight for Your Right Revisited                                | Metal Chick                           | Phim ngắn |
| 2011 | Melancholia                                                   | Justine                               | Cannes Film Festival Award for Best Actress (Prix d'interprétation féminine) |
| 2012 | Upside Down                                                   | Eden                                  | |
| 2012 | On the Road                                                   | Camille                               | |
| 2012 | Bachelorette                                                  | Regan                                 | |
| 2013 | The Bling Ring                                                | Chính mình                            | Khách mời |
| 2013 | Anchorman 2: The Legend Continues                             | El Trousias Maiden of the Clouds      | Khách mời |
| 2014 | The Two Faces of January                                      | Collette Macfarland                   | |
| 2014 | Aspirational                                                  | Kirsten Dunst                         | Phim ngắn |
| 2016 | Midnight Special                                              | Sarah Tomlin                          | |
| 2016 | Hidden Figures                                                | Vivian Mitchell                       | |
| 2017 | The Beguiled                                                  | Edwina Dabney                         | |
| 2017 | Woodshock                                                     | Theresa                               | |
| 2021 | The Power of the Dog                                          | Rose Gordon                           | |
| 2024 | Ngày tàn của đế quốc                                          | Lee                                   | |

### Truyền hình
| Năm  | Tiêu đề                           | Vai diễn               | Ghi chú |
| ---- | --------------------------------- | ---------------------- | --- |
| 1993 | Sisters                           | Kitten Margolis        | Trong tập: "Dear Georgie" Trong tập: "The Land of the Lost Children" |
| 1993 | Star Trek: The Next Generation    | Hedril                 | Trong tập: "Dark Page" |
| 1996 | Touched by an Angel               | Amy Ann McCoy          | Trong tập: "Into the Light" |
| 1996 | ER                                | Charlie Chiemingo      | Trong tập: "Ghosts" Trong tập: "Union Station" Trong tập: "Homeless for the Holidays" Trong tập: "Night Shift" Trong tập: "Post Mortem" Trong tập: "One More for the Road" |
| 1997 | The Outer Limits                  | Joyce Taylor           | Trong tập: "Music of the Spheres" |
| 1997 | Gun                               | Sondra                 | Trong tập: "The Hole" |
| 1998 | Stories from My Childhood         | Alice/Ivett            | Trong tập: "The Snow Queen" Trong tập: "Alice and the Mystery of the Third"                                                                                                |
| 1998 | Fifteen and Pregnant              | Tina Spangler          | |
| 1999 | The Devil's Arithmetic            | Hannah Stern           | |
| 2002 | Saturday Night Live               | Người dẫn chương trình | Tập 254 phần 27 |
| 2003 | The Death and Life of Nancy Eaton |                        | TV |